# Búcaro

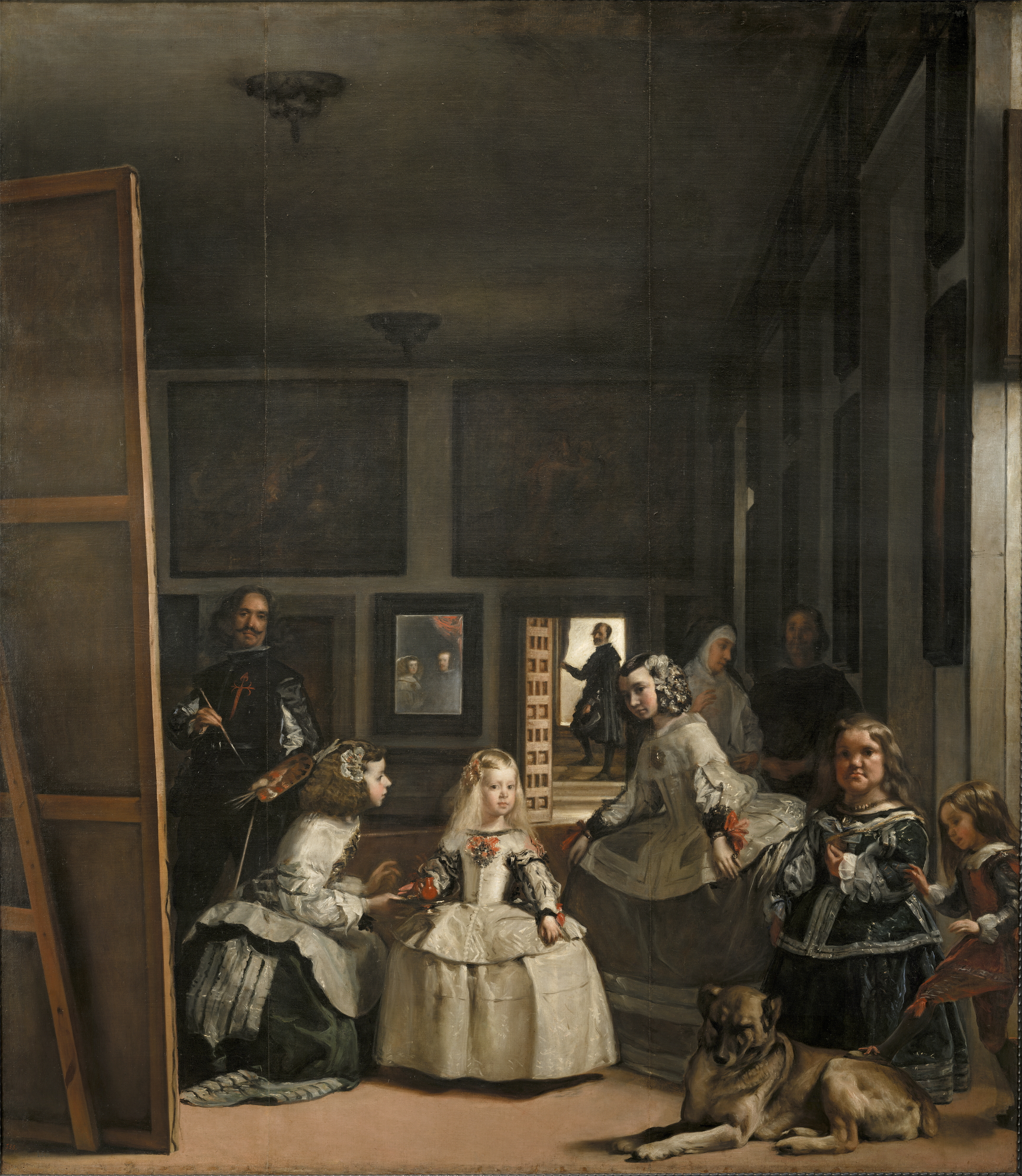
En Las meninas, de Velázquez, la menina María Agustina Sarmiento ofrece un búcaro rojo con agua a la princesa Margarita de Austria.

Durante el Siglo de Oro español los búcaros eran recipientes de cerámica, pequeñas vasijas de tierra arcillosa, que servían para contener agua perfumada, y que se comían para mantener la palidez de la cara, siguiendo la moda de la época, y por otros fines supersticiosos como regular la menstruación, como método anticonceptivo y como alucinógeno.

## Etimología, origen y otros usos
El diccionario de la Real Academia Española anota el origen mozárabe del término búcaro, derivado del latín pocŭlum ‘taza’, ‘vaso’. Por su parte, Covarrubias, en su Tesoro de la lengua, lo describe: «género de vaso de cierta tierra colorada que traen de Portugal. Destos barros dicen que comen las damas por amortiguar la color».
En algunas regiones meridionales de España búcaro se emplea como sinónimo de botijo. En algunas zonas de La Mancha se denominaba búcaro al recipiente utilizado en las casas para colocar la manzanilla recién recogida en septiembre y que perfumaba la estancia.

## En la literatura

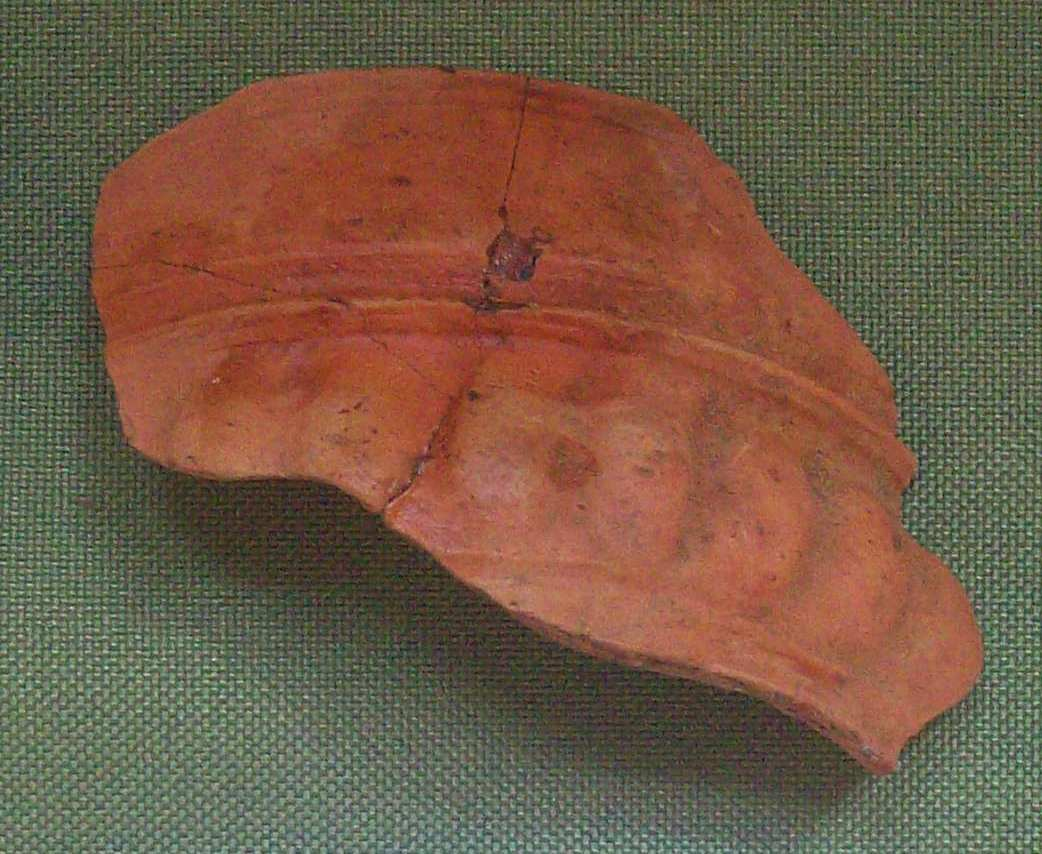
Trozo de búcaro hallado en 2008 en los restos de un barco mercante español del hundido en el Río de la Plata.

Francisco López de Villalobos, médico cortesano del siglo XV, cita varias veces la opilación en su obra: «Sumario de la medicina en romance trovado».
La literatura del Siglo de Oro abunda en ejemplos del uso de los búcaros: «Niña del color quebrado, o tienes amor o comes barro», escribió Góngora en una de sus letrillas. También los cita Lope de Vega, en La Dorotea, o Francisco de Quevedo en el soneto «A Amarili que tenía unos pedazos de búcaro en la boca y estaba muy al cabo de comerlos».
En siglos posteriores, viajeros por España como Teófilo Gautier, Hipólito Taine y Victor Hugo, también mencionan el insólito uso del búcaro.

## Propiedades alucinógenas del barro colorado:bucarofagia
Hábito singular del Siglo de Oro español fue, entre las damas de la nobleza, el comer barro, dando pequeños mordisquitos a búcaros, siendo los más apreciados los portugueses, especialmente los de Estremoz, y los traídos de Nueva España.
La historiadora Natacha Seseña citó como uno de los posibles orígenes de este hábito la costumbre musulmana, documentada ya en la Bagdad del siglo X, de comer ciertas arcillas, costumbre que pudo llegar a la corte española de los Austrias a través de los moriscos.
Esta costumbre generaba un trastorno llamado opilación (una especie de clorosis o anemia), que entre sus varios efectos opilaba o tapaba ciertos conductos, sirviendo para cortar hemorragias (en especial menstruaciones abundantes) o dar una extrema palidez al rostro (como reflejo de la crisis biliar que producía en el hígado), en aquel tiempo signo de belleza. También se le imputaban efectos anticonceptivos y alucinógenos. Como antídoto, los médicos de la Corte española aconsejaban polvos de hierro o ir a tomar unas aguas ferruginosas de la fuente del Acero, entonces cercana al Manzanares, y a la que Lope de Vega dedicó su comedia El acero de Madrid.
- El etnólogo José Manuel Feito[16] relata que en Asturias «existía la costumbre de tomar ceniza disuelta en agua para favorecer el parto —acaso una reliquia bíblica de las «aguas amargas» que exigía Moisés a las embarazadas sospechosas de adulterio—, ritual del que Michel de Montaigne comenta en sus Ensayos: «Las he visto tragar arena y ceniza para adquirir un color pálido».[17]

- Madame d'Aulnoy, en su viaje por España a finales del siglo XVII, observó que «a las nobles españolas no hay cosa que más les guste que comer búcaro».[18][19]

## En el bodegón español del Siglo de Oro

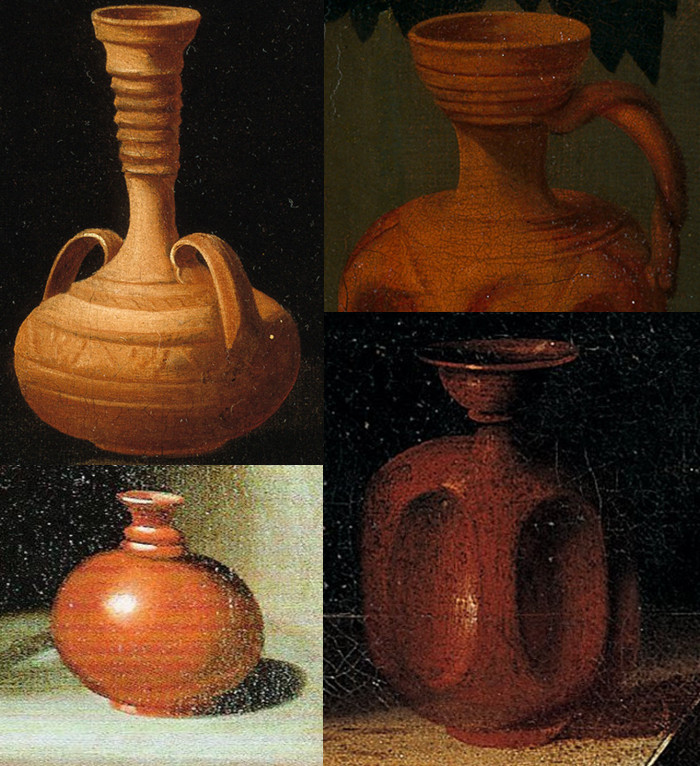
Búcaros.

A partir del siglo XVII, los búcaros aparecen en los bodegones barrocos de Juan van der Hamen, Francisco Palacios, Juan de Espinosa, Antonio de Pereda, Francisco de Zurbarán o Giuseppe Recco, además de en retratos de la Corte española como los de Alonso Sánchez Coello y en Las meninas de Diego Velázquez. Por su valor de fuente iconográfica ha sido de especial utilidad para los investigadores de la "bucarofagia" a través de la pintura del Siglo de Oro Español, como se muestra en estos detalles de cuadros pintados por Zurbarán y Espinosa (arriba), y de Van der Hamen y Pedro de Camprobín (ver imagen).